# Paul Allen
Paul Gardner Allen (Seattle, 21 de janeiro de 1953—Seattle, 15 de outubro de 2018) foi um empresário e filantropo americano. Em parceria com Bill Gates, foi fundador da Microsoft, a maior e mais conhecida empresa de software do mundo. Em janeiro de 2015, ele foi considerado a 48.ª pessoa mais rica do mundo, com uma fortuna estimada em 18,1 bilhões de dólares.
Allen foi fundador e presidente da Vulcan Inc., que administra seus vários negócios e projetos filantrópicos. Allen também tinha um portfólio multibilionário de investimentos, incluindo empresas de tecnologia, imobiliárias e participações em outras empresas de mídia e tecnologia. Ele comprou duas equipes profissionais de esportes, o Seattle Seahawks da National Football League (NFL) e o Portland Trail Blazers da National Basketball Association (NBA), e era coproprietário do Seattle Sounders FC, que entrou na Major League Soccer (MLS) em 2009.
Ele também foi fundador do Allen Institute for Brain Science, do Allen Institute for Artificial Intelligence, do Allen Institute for Cell Science e do Stratolaunch Systems.

## Infância e carreira

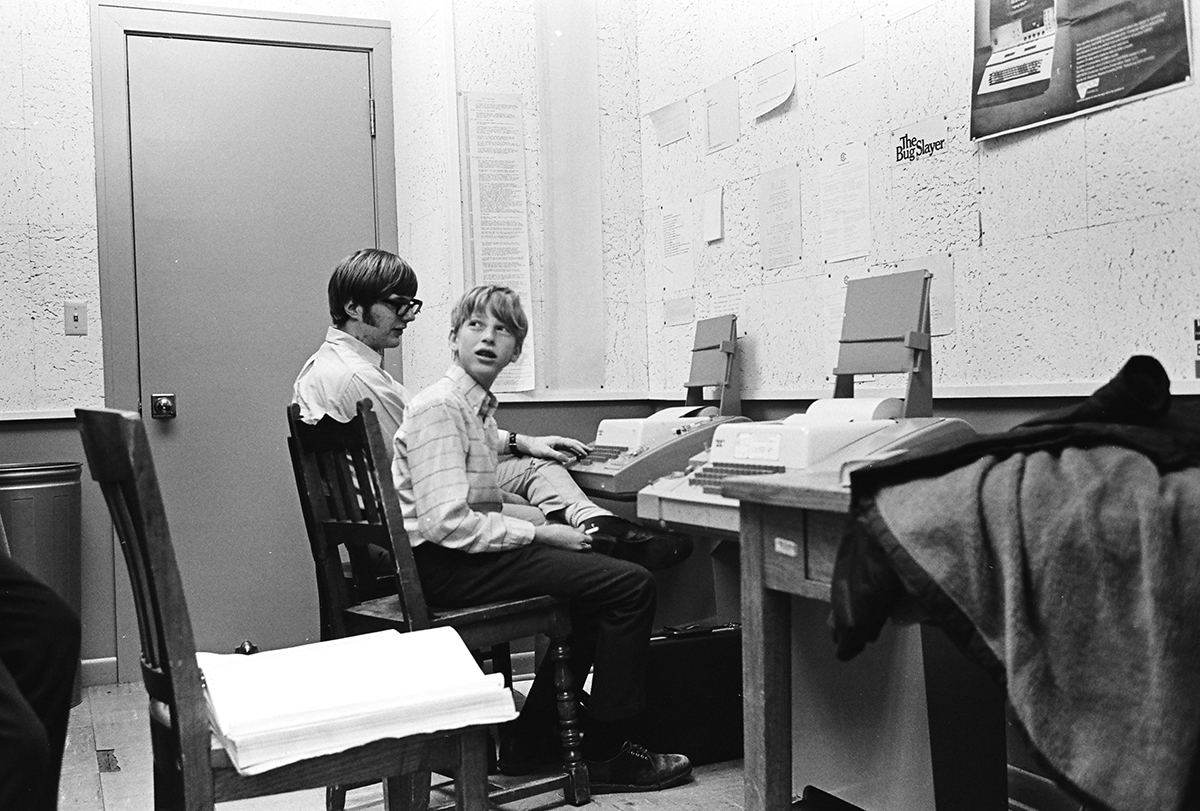
Paul Allen e Bill Gates em 1970.

Paul Allen nasceu em Seattle, Washington, filho de Kenneth Sam Allen, diretor das bibliotecas da Universidade de Washington, e Edna Faye Allen, em 21 de janeiro de 1953. Allen estudou na Lakeside School, uma escola particular em Seattle, e ficou amigo de Bill Gates, que era quase três anos mais jovem que ele e compartilhava de seu entusiasmo por computadores. Eles usaram vários sistemas de computadores da Lakeside para aprimorarem suas habilidades em programação. Após conseguir a pontuação perfeita de 1600 no SAT, Allen foi para a Universidade do Estado de Washington, onde ele entrou para a fraternidade Phi Kappa Theta, mas abandonou dois anos depois para trabalhar como programador para a Honeywell em Boston, colocando-o próximo de seu velho amigo novamente. Mais tarde Allen convenceu Gates a deixar a Universidade Harvard para fundarem a Microsoft.

### Microsoft
Allen fundou a Microsoft junto com Bill Gates em Albuquerque, Novo México, em 1975, e começaram fazendo um interpretador da linguagem BASIC. Em 1980, depois de se comprometerem a desenvolver um DOS para a IBM, eles se encontraram numa situação arriscada, pois nunca haviam desenvolvido para o IBM PC. Allen fechou então um contrato para comprar o QDOS, que foi desenvolvido pelo programador Tim Paterson, no tempo em que este trabalhava na Seattle Computer Products. Como resultado do negócio, a Microsoft foi capaz de cumprir o acordo de fornecer o DOS para os computadores da IBM. Esse contrato com a IBM foi um divisor de águas na história da Microsoft, levando Allen e Gates à riqueza.
Allen foi diagnosticado com linfoma de Hodgkin em 1982. O câncer foi curado após vários meses de radioterapia. Entretanto, ele não voltou à Microsoft e começou a se distanciar da companhia. Allen renunciou oficialmente ao seu lugar no conselho de administração da Microsoft em Novembro de 2000 e, a participação dele na empresa caiu de 28% para 2%.

### Reconhecimento

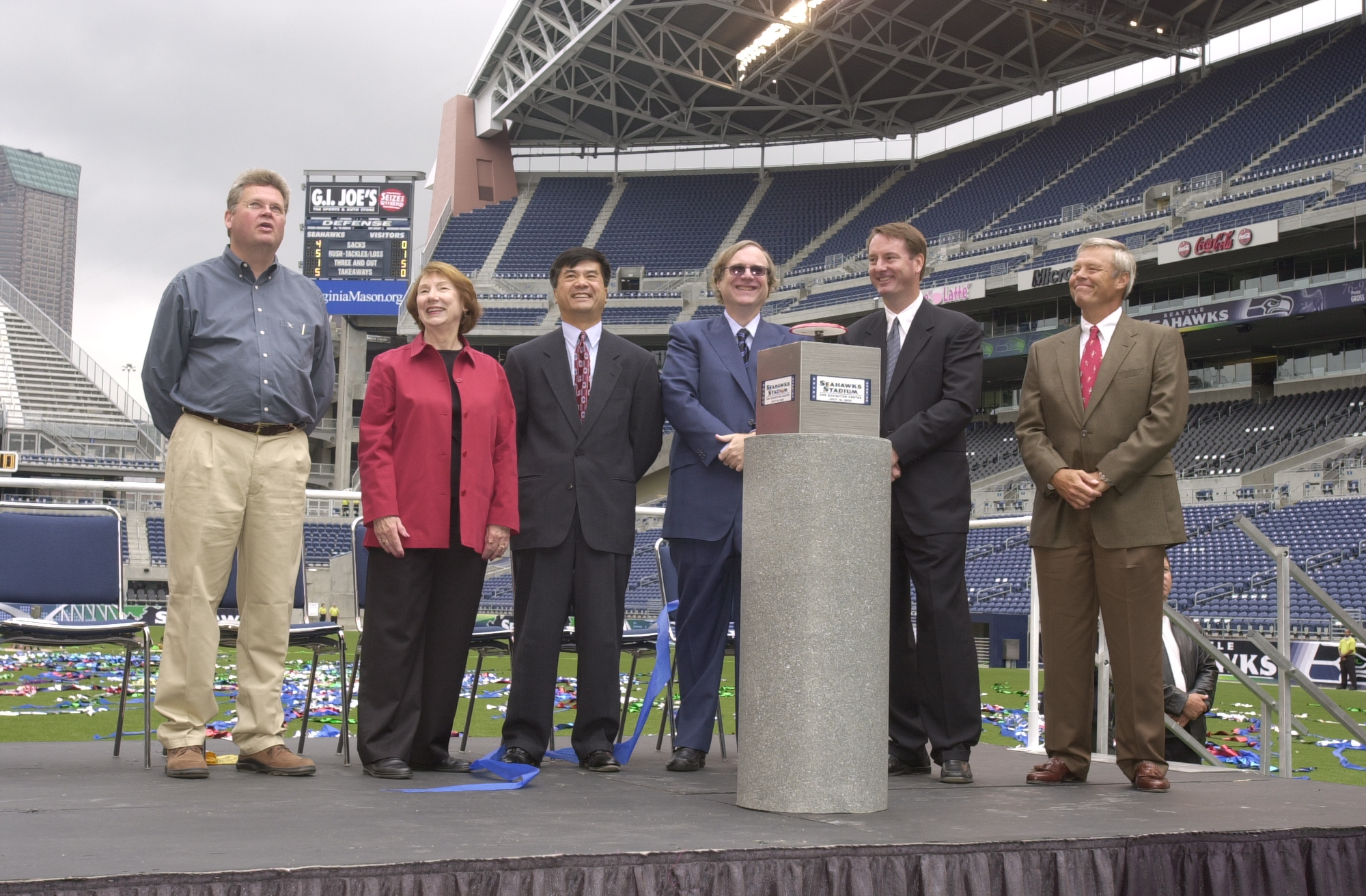
Allen na inauguração do novo estádio do Seattle Seahawks em 2002.

Paul Allen recebeu vários prêmios reconhecendo sua importância em várias áreas diferentes, incluindo nos esportes, filantropia e nas artes:
- Em 9 de Março de 2005, Paul Allen, Burt Rutan e a equipe da SpaceShipOne venceram o National Air and Space Museum Trophy 2005.[13]
- Em 2007, Allen foi considerado pela revista TIME como uma das 100 pessoas mais influentes do mundo.[14]
- Em 2008, Allen recebeu um Honoris causa de Doutor em Ciências do Laboratório Cold Spring Harbor.[15]
- Ele recebeu o Vanguard Award da National Cable & Telecommunications Association em 20 de maio de 2008.[16]
- Em 30 de Outubro de 2008, o Seattle-King County Association of Realtors homenageou Allen por seu "compromisso inabalável com organizações sem fins lucrativos no noroeste do Pacífico doando aproximadamente US$ 1 bilhão."[17]
- Em 2009, a filantropia de Allen como proprietário de longa data dos Trail Blazers foi reconhecida com um Oregon Sports Award.[18]
- Allen recebeu prêmios e títulos honoríficos de várias universidades. Em maio de 1999, a Universidade do Estado de Washington lhe concedeu sua mais alta honraria. Ele também recebeu um doutor Honoris causa da École Polytechnique Fedérale de Lausanne em 31 de março de 2007.[19]
- Em 26 de outubro de 2010, Paul Allen recebeu o prêmio W.J.S. Krief Lifetime Achievement Award por suas contribuições para o campo da neurociência pelo Cajal Club.[20]
- Em 26 de janeiro de 2011, no Benaroya Hall em Seattle, Paul Allen foi nomeado Cidadão do Ano pela Comissão Esportiva de Seattle, um prêmio que foi renomeado para Paul Allen Award.[21]
- Em 2011, Allen foi eleito para o American Academy of Arts and Science.[22]

## Filantropia
Ao longo de sua vida, Allen doou mais de $ 1,8 bilhão de dólares para o avanço da ciência, tecnologia, educação, preservação do meio ambiente, artes e serviços comunitários. Em 2010, Allen assinou o The Giving Pledge, se comprometendo a deixar no mínimo metade de sua fortuna para a caridade. Em dezembro de 2014, a Inside Philanthropy escolheu Allen como o "Filantropo do Ano".

### Paul G. Allen Family Foundation
A Paul G. Allen Family Foundation foi estabelecida em 1988 para administrar os projetos filantrópicos de Allen. Entre 1990 e 2014, a fundação doou mais de 500 milhões de dólares para mais de 1,5 mil organizações sem fins lucrativos. A maioria das doações foram destinadas a projetos com foco em ciência e tecnologia (184,4 milhões de dólares), artes e cultura (109,3 milhões de dólares) e desenvolvimento social (98,2 milhões de dólares), assim como para outras causas. Durante esse período, 57% do dinheiro da fundação foi para organizações sem fins lucrativos em Seattle e Washington, 18% foram distribuídos entre outros estados no noroeste do Pacífico, e 25% foi para organizações nacionais e internacionais fora do noroeste do Pacífico.

### Projetos científicos

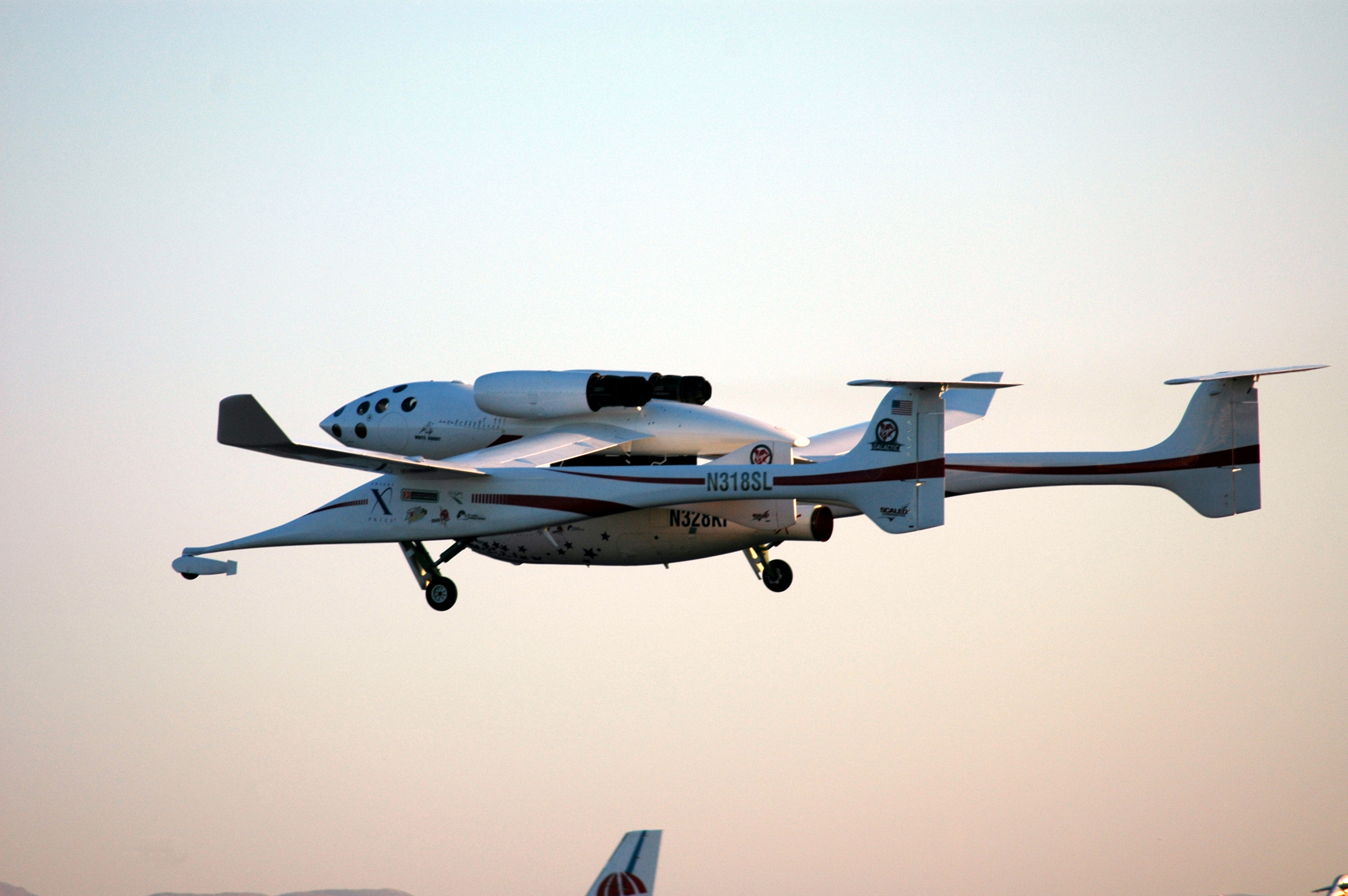
SpaceShipOne.

Paul Allen fundou e providenciou suporte para vários projetos científicos, incluindo:
- Allen Institute for Brain Science: O Allen Institute for Brain Science é uma organização sem fins lucrativos sediada em Seattle que tem como objetivo entender como o cérebro humano funciona. No total, Paul Allen doou US$ 500 milhões para o instituto, o tornando seu maior beneficiário de ações filantrópicas. Allen fundou o instituto em 2003 com uma doação de US$ 100 milhões, e contribuiu com mais 100 milhões de dólares após completar algumas iniciativas. Em 2012, Allen aumentou o alcance do instituto com uma doação de 300 milhões de dólares. O Allen Institute for Brain Science produz instrumentos de pesquisa disponíveis gratuitamente para a comunidade científica.[27]
- Allen Institute for Artificial Intelligence: No outono de 2013, Paul Allen anunciou a expansão do instituto, uma nova instituição de pesquisa será formada após o Allen Institute for Artificial Intelligence.[28]
- Allen Institute for Cell Science: Em dezembro de 2014, Paul Allen destinou US$ 100 milhões para criar o instituto de pesquisa celular em Seattle. O instituto estuda a complexo estrutura das células na esperança de desenvolver tratamentos para diversas doenças.[29]
- Allen Distinguished Investigators: Allen lançou o programa em 2010 com o objetivo de impulsionar a carreira de jovens cientistas com potencial de realizarem grandes descobertas.[30]
- Allen Telescope Array: Paul Allen doou US$ 23 milhões para a construção do telescópio do Instituto SETI, que tem por objetivo a busca por vida extraterrestre.[31]
- Preservação da vida selvagem: Allen financiou uma série de projetos de conservação da vida selvagem na África ao longo dos anos. Ele contribuiu com quase US$ 10 milhões em doações para instituições de caridade e projetos africanos, incluindo proteção de leões na Namíbia, desenvolvimento de um corredor migratório para elefantes na Tanzânia e proteção dos gorilas na República Democrática do Congo.[32]

Paul Allen é membro fundador do International SeaKeepers Society, uma organização fundada por um grupo de donos de iates com foco em desenvolver tecnologias em iates para monitorar as condições marítimas em oceanos pelo mundo.

### Ebola
Em 2014, Paul Allen contribuiu com pelo menos 100 milhões de dólares na luta contra o surto de ebola na África Ocidental, fazendo dele o maior doador individual na epidemia da doença. Ele também criou um site chamado TackleEbola.org como uma maneira de ajudar a difundir o conhecimento sobre o ebola e apoiar os esforços para controlar o surto de ebola. Além disso, o site destaca as organizações que trabalham contra o ebola e que recebem ajuda de Allen, como a UNICEF, o Médicos sem Fronteiras e o Movimento Internacional da Cruz Vermelha e do Crescente Vermelho.

### Museus e coleções
Ao longo dos anos, Paul Allen fundou várias instituições que exibem suas coleções particulares de artefatos históricos. Estes incluem:
- EMP Museum: uma coleção de exposições da cultura pop e rock and roll dentro de um edifício projetado por Frank Gehry no Seattle Center, fundado em 2000.[36] O EMP Musem também abriga o Science Fiction and Fantasy Hall of Fame.
- Flying Heritage Collection: exibição de aviões militares e armamentos restaurados, principalmente da época da Segunda Guerra Mundial. Foi fundado em 2004.[37]
- STARTUP Gallery: uma exibição permanente no Museu de História Natural e Ciências do Novo México em Albuquerque dedicado à história do microcomputador, fundado em 2007.[38]
- Living Computer Museum: uma coleção de computadores antigos em ordem e disponíveis para sessões interativas no local ou através de acesso em rede de trabalho, fundado em 2006.[39]

### Artes
Um grande colecionador de artes, Paul Allen destinou mais de US$ 100 milhões ao apoio das artes. Em 15 de outubro de 2012, o Americans for the Arts premiou Allen com o Eli and Edythe Broad Award for Philanthrophy in the Arts. Allen também já emprestou mais de 300 peças de sua coleção privada para 47 locais diferentes. Em 2013, Allen vendeu o quadro Onement VI (1953) de Barnett Newman em Nova Iorque por US$ 43,8 milhões.

#### Leilão
A venda póstuma da coleção de Paul Allen em Novembro de 2022 fixou um novo recorde, mais de 1,5 mil milhões de dólares (1,49 milhões em euros), na casa de leilões Christie's. Entre a coleção as obras mais cobiçadas foram as dos grandes mestres impressionistas. "Les Poseuses, Ensemble", criada por Georges Seurat, em 1888, foi vendida por 149,2 milhões de dólares (148,6 milhões de euros), cinco vezes o preço máximo alcançado pelo artista. A marca de 100 milhões de dólares (99,7 milhões de euros) também foi superada por "La Montaigne Sainte-Victoire", de Cézanne, "Verger avec cyprès", de Van Gogh, "Maternité II", de Gauguin, e "Birch Forest", de Klimt, com novos recordes para os pintores.
O lote integrava mais de 150 obras, incluindo "Small False Start", do pintor norte-americano Jasper Johns, vendida por 55 milhões de dólares (54,8 milhões de euros) e peças de Monet, Manet, Hockney, Richter e Brueghel, o Jovem.
Todos os lucros da venda foram doados a instituições de caridade.

### Universidades

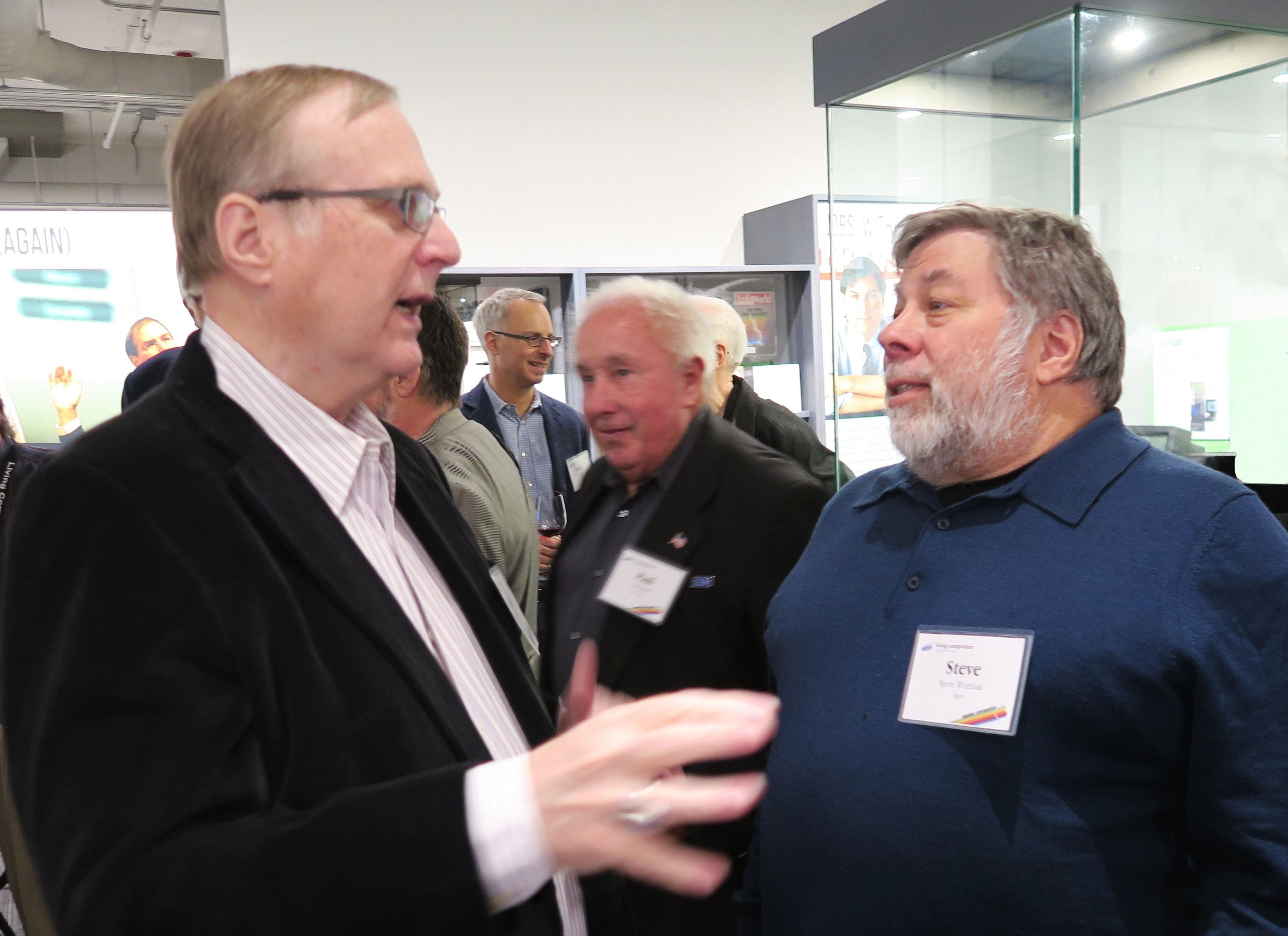
Allen e Steve Wozniak em 2017.

Em 1989, Paul Allen doou US$2 milhões para a Universidade de Washington para construir a Allen Library, assim nomeada em homenagem a seu pai, Kenneth Sam Allen, que foi diretor das bibliotecas da Universidade de Washington. No mesmo ano, Allen doou mais US$ 8 milhões para a construção do Kenneth S. Allen Library Endowment. Em 2012, foi renomeado para Kenneth S. and Faye G. Allen Library Endowment após o falecimento da mãe de Allen (uma notável bibliófila).
Em 2002, Allen doou US$ 14 milhões para a Universidade de Washington para construir o Paul G. Allen Center for Computer Science and Engineering. O edifício foi dedicado em outubro de 2003.
Em 2010, Allen anunciou uma doação de US$ 26 milhões para construir o Paul G. Allen School of Global Animal Health na Universidade de Washington, sua alma mater. O presente é a maior doação privada da história da universidade.

## Morte
Allen morreu em sua cidade natal, Seattle, tinha 65 anos e lutava contra um linfoma não Hodgkin.